# 조지 3세
조지 3세(영어: George William Frederick, 1738년 6월 4일 ~ 1820년 1월 29일)는 1760년 10월 25일부터 그레이트브리튼 왕국과 아일랜드의 국왕이었고, 1800년 연합법이 제정된 이후 1801년 1월 1일부터 1820년 사망할 때까지 그레이트브리튼 아일랜드 연합 왕국의 왕이 되었다. 영국의 왕으로 재임하는 동안 그는 신성 로마 제국에 속한 브라운슈바이크뤼네부르크 선제후국의 선제후이자 공작이었으며, 1814년 10월 12일 하노버 왕국이 수립되면서 하노버의 국왕을 겸임했다. 조지 3세는 하노버가의 3번째 영국 군주였지만, 이전의 국왕과는 달리 그는 제1언어로 영어를 썼으며, 영국에서 태어난 군주였고, 하노버를 한번도 방문하지 않았다.
그의 일생과 재위 기간은 이전 영국 왕들에 비해 훨씬 길었으며, 그 대부분은 영국과 하노버가 개입된 분쟁으로 점철되었다. 초기에 그레이트브리튼 왕국은 프랑스를 7년 전쟁에서 격파해 북아메리카와 인도에서 우위를 점하는 유럽 국가가 되었다. 그러나 미국 독립 전쟁을 겪고 난 이후, 북아메리카 13개 식민지는 아메리카 합중국으로 독립했다. 이후 1793년부터 1815년까지 프랑스 혁명 전쟁과 나폴레옹 전쟁에 개입한 영국은 프랑스의 나폴레옹을 패배시켰다.
재위 말기 조지 3세는 정신질환을 앓게 되었고 양극성 장애 또는 포르피린증에 걸렸다고 주장하는 이들이 있으나, 그의 질병에 대한 원인은 여전히 알려지지 않았다.
조지 3세의 삶에 대한 역사적 분석은 그의 자서전을 쓴 이의 편견들이나 역사학자들이 이용가능한 자료에 따라 크게 변화했다. 미국에서 그는 폭군 중 한명으로 일컬어졌고, 영국에서 그는 "제국주의의 실패를 위한 희생양"이 되었지만, 20세기 후반부터 그는 재평가되었다. 그는 빅토리아 여왕의 할아버지이다.

## 즉위 이전의 생애
조지 윌리엄 프레더릭, 훗날의 조지 3세는 조지 2세의 장남인 웨일스 공 프레더릭 루이스와 그의 아내 오거스타의 장남으로 태어났다. 어머니 오거스타가 출산 전날인 6월 3일, 남편과 함께 런던의 세인트 제임스 공원에서 산보를 하던 중에 갑자기 진통이 와, 그 자리에서 출산하였다. 게다가 예정일보다 3개월이나 빠른 비정상적인 조산이었다. 나중에 국왕이 되고 나서 가끔 나타난 정신 장애의 원인을 이 조산 때문은 아닌가 하는 설도 있다.
어린 시절 조지는 아버지인 프레더릭 루이스를 미워했던 할아버지 조지 2세에 대해 마음 깊이 반감을 품고 있었다. 특히 감수성이 강한 시절에 겪었던 이런 경험은 그에게 일종의 자폐증을 불러왔다. 조지는 가끔 멍하니 하늘만 바라볼 때가 많았고, 11살이 될 때까지 글을 정확히 읽지도 쓰지도 못했다. 조지가 13살이 되던 즈음인 1751년, 아버지 프레드릭이 세상을 떠났다. 어린 시절에 아버지를 잃었기 때문에 그는 무척이나 아버지의 정을 그리워했다. 그가 어머니 오거스타와 깊은 관계에 있던 뷰트 백작에게서 아버지의 모습을 찾았던 것은 이 때문이었다.

## 죄수들 귀양
한편, 영국의 죄수들은 19세기에 지금의 오스트레일리아라고 불리는 무인도 영토로 귀양을 보냈다. 그 때 당시에는 무인도와 다름없는 영토였는데 훗날 오스트레일리아라는 국가가 따로 탄생하면서 동시에 영국 연방이라는 이유로 오스트레일리아 국기에서도 영국기가 있다. 그리고 그 곳은 바서스트라는 황금이 많이 나오는 곳이기도 하다. 그리고 그 근방에 있는 섬나라인 뉴질랜드도 영국 연방이 되었다.

## 치세
조지 2세의 아들들이 모두 조지 2세보다 먼저 죽었기 때문에 조지 2세가 서거하자 프레더릭 루이스의 아들인 손자 조지가 뒤를 이어 왕위에 올랐다. 그때의 나이 22살이었다. 그는 앞선 증조부, 조부, 그리고 아버지와는 달리 독일 악센트가 전혀 없는 완벽한 영어를 구사하였다. 또한 학문적으로 탁월한 자질을 갖추지는 못했지만 항상 노력하는 학구적인 모습을 보인 인물이었다. 역대 어느 왕보다도 독실한 신앙인의 모습을 보여주기도 했는데, 하루 중 상당한 시간을 개인기도로 보낼 때가 많았다. 그가 왕으로 즉위한 후 제일 먼저 했던 일도, 종교적 배경 하에 조부 조지 2세의 비도덕적인 왕실의 관행들을 뜯어고치는 것이었다.
조지 3세가 왕위에 오를 즈음 정치를 좌우하던 대(大)피트가 1761년 10월 ‘에스파냐 왕위 계승 전쟁’ 문제로 사임하고 또 한 명의 정치가인 뉴캐슬 공작 펠럼 홀리스도 곧바로 재정 비리 의혹으로 사퇴했다. 조지 3세는 자신이 가장 신뢰하였던 뷰트를 수상 자리에 올렸다.
7년 전쟁이 끝난 후, 뷰트 내각은 정국 안정과 전쟁으로 인해 악화된 재정 회복이라는 2가지 당면 과제를 안게 되었다. 당시 영국 정부는 여전히 정치적으로 발전 과정에 놓여 있는 상태로 아직 효율적인 행정기구를 갖추고 있지 못하였다. 따라서 의회 지도자들은 정부에 협조하기보다는 정부의 정책에 트집을 잡는 것이 일과였으며, 심지어 이런 트집은 각료들 사이에서도 일상사였다.
이런 상황을 제대로 파악하고 있던 조지 3세는 먼저 상원의 원로귀족들을 통합시키는 작업을 생각하였다. 이 일은 조지 3세의 측근인 수상 뷰트가 담당했다. 정가에서는 이를 국왕이 수상의 손을 빌려 적대세력을 제거하려는 음모와 책략쯤으로 인식했다. 정국의 불안정한 상황에서 재정 회복은 더욱 어려운 과제였기 때문에 뷰트 내각은 조지 3세의 기대에 제대로 응할 수가 없었다. 게다가 급진파 의원인 존 윌크스가 언론을 동원하여 조지 3세에 대한 비방을 퍼부어 대고 대 피트와 뉴캐슬을 동정하는 일부 정객들이 “평화는 어설픈 사기극이며 국왕이 수상과 협잡하여 자신들의 권리를 침해하고 있다” 고 공격하기 시작하자 뷰트 내각은 급속히 무너지게 되었다. 1763년 4월 뷰트는 수상의 자리에서 물러났다. 조지 3세는 어린 시절 자주 자신에게 조언을 해주었던 뷰트에게 많은 기대를 걸고 있었지만 실제로 뷰트는 정치적으로는 무능했던 인물이었다.
그러나 조지 3세는 측근을 통한 정치를 포기하지 않았다. 그는 왕실 친척인 조지 그렌빌과 숙부인 컴벌렌드의 윌리엄 오거스터스 공, 대 피트, 그리고 그래프턴 공작에게 자신의 의중을 보이면서 도움을 청했지만 모두 실패했다. 오히려 7년 전쟁으로 인해 타격을 입은 왕실의 재정 위기를 극복할 수 있는 어떠한 타개책도 강구되지 못하고 상황만 어려워졌다. 당시 동인도회사를 중심으로 진행된 해외 무역은 나날이 번창하고 있었으나, 동인도회사는 민간 회사였기 때문에 그들의 막대한 수익은 본국 경제에 실제로 아무런 기여도 하지 못하는 실정이었다.
정가에서는 북아메리카 식민지의 운용을 위해 엄청난 비용을 들이는 것을 비난하며 정책 강구를 촉구했다. 이에 내각은 식민지를 운용하기 위한 행정비용을 식민지 자체에 부담시키는 정책을 시도했다. 하지만 그렌빌이 제의한 〈인지세법〉은 이듬해 로킹엄의 주도로 폐지되었고, 간접세 부과를 위한 〈타운센드법〉은 산출량에 대한 조사가 제대로 이루어지지 않아 차세를 제외하고는 주민들에 의해 무효화되고 말았다. 이런 상황에서 남은 것은 식민지의 본국에 대한 반감밖에 없었다. 마침내 ‘보스턴 차 사건’이 문제의 초점이 되면서 영국은 1775년 4월 ‘북아메리카와 전쟁’에 돌입하게 되었다.
이에 조지 3세는 노스를 수상에 임명하여 그를 전폭적으로 지지하면서 전쟁 승부에 관계없이 그 책임은 자신이 지겠다고 선언하였다. 당시 조지 3세는 반드시 승리할 것이란 잠재적인 확신을 갖고 있었다. 그러나 시간이 지날수록 상황은 조지 3세의 생각과 다르게 전개되어갔다. 사실 의회는 점점 깊이 빠져드는 전쟁에 염증을 느끼고 있었다. 또 의회는 아메리카와의 전쟁에서 패하게 되면 가까운 아일랜드로 하여금 반기를 들 수 있는 기회를 주게 될 것을 염려하고 있었다. 또한 1778년 이후 프랑스가 전쟁에 개입하고 있으므로 세력 균형이란 국제 외교 분위기에서도 결코 영국에 이득을 보장하지 않는다는 점도 우려하고 있었다. 결국 의회는 불리해져 가는 상황을 들어 조지 3세에게 전쟁을 끝내도록 요구했으나, 조지 3세는 특유의 필사적인 집착으로 전쟁을 2년 더 연장시켰다.
그러다 보니 조국에 재앙을 안겨준 책임에 따른 의회의 공격은 노스 내각에 집중되었다. 또한 국민들조차 노스 내각의 전쟁 수행 능력에 의구심을 가지게 되었다. 노스는 나름대로 최선을 다했지만 국내 여론에 못 이겨 1782년 조지 3세의 만류에도 스스로 사퇴하였다. 그리고 노스가 스스로 수상의 자리에서 물러나는 순간, 영국의 노스 내각의 붕괴로 충격을 받은 조지 3세는 급기야 셸번을 다음 수상으로 임명했지만 그 내각마저도 단명하면서 왕의 위신은 바닥까지 내려앉았다. 더욱 충격적인 것은 늘 왕을 비판하던 휘그당의 찰스 제임스 폭스와 노스 경이 만나 연립내각의 구성을 추진하고 있었다는 사실이다.
다행히 조지 3세는 1년이 지나기도 전에 이런 형세를 역전시킬 기회를 얻었다. 북아메리카를 잃은 뒤 식민지에 대한 주된 관심사는 인도가 되었는데, 인도에는 일찍부터 동인도회사가 설립되어 많은 이익을 챙기고 있었다. 동인도회사는 민간회사였으므로 정부로서는 아무런 혜택을 받을 수가 없었다. 이 점을 부당하게 여긴 폭스와 노스는 동인도회사를 정부가 관장하는 동인도회사 개혁안을 내놓았다. 그러나 여론은 회사의 개혁안을 통해 시행되는 공직임명권을 통하여 폭스와 노스가 권력을 영속화시킬지도 모른다는 우려를 갖게 되었다. 조지 3세는 상원에서 동인도회사 개혁안을 지지하는 의원은 누구를 막론하고 자신의 적으로 간주할 것임을 선언하였다. 그의 선언에 따라 법안은 무효화되고 폭스를 비롯한 관련 각료들은 줄줄이 사퇴했다.
국왕으로서의 위신을 되찾기 위해 조지 3세는 자신의 뜻을 잘 진행시켜줄 새로운 수상으로 소(小) 윌리엄 피트를 주목하고 있었다. 그러나 당시 피트의 세력은 하원 내 소수파에 불과했기에 경질된 각료들은 당장에라도 헌법상의 정변을 단행하기라도 할 태세였다. 노스 내각 이후 왕이 직접 임명할 수 있는 분위기가 아니다 보니 모든 것은 1784년 3월의 총선 결과에 맡길 수밖에 없었다. 다행히 결론은 소 피트 내각이 성립되는 것으로 매듭지어졌다. 소 피트가 수상이 되어 자신이 구상하고 있던 정책들을 제시했을 때, 조지 3세는 상당 부분 마음에 내키지 않았지만 이들 정책을 승인할 수밖에 없었다. 물론 소 피트도 조지 3세의 입장을 일부 묵인하는 조건으로 그로부터 막대한 통치 권력을 이양받았다.
영국은 청나라와의 무역을 늘려 자신들의 세력을 강화하고자 여러 번 특사를 파견하여 건륭제(재위: 1735년 ~ 1796년)에게 진귀한 선물을 주어 이를 타개하려 하였고 또 공사를 상주시켜 청나라의 동정을 항시 살펴보려고 하였다. 1788년 영국은 전권 대사로 카스카트(Cathcart)를 파견하였으나 카스카트가 청나라로 가는 도중 병사하여 뱃머리를 돌려야 했다. 1792년 9월 26일, 조지 3세의 영국 정부는 다시 특별 사절단을 편성, 건륭제의 82번째 생일을 축하한다는 명분을 내세워 조지 매카트니 백작을 특사로, 조지 스턴튼(Sir George Staunton, 1st Baronet)을 부사로 명하여 청나라에 파견하였다.

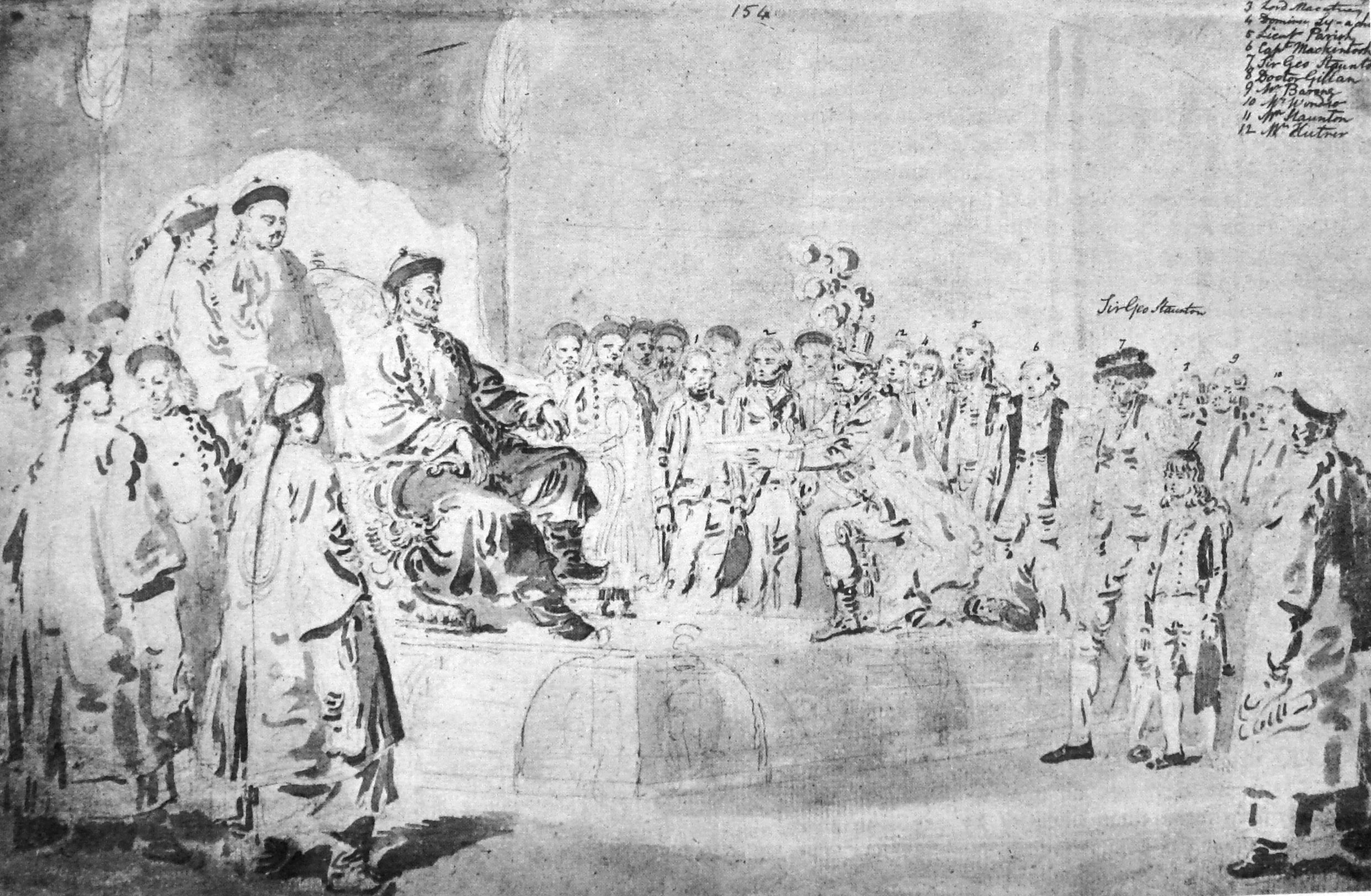
매카트니의 영국 사절단을 접견하는 건륭제

매카트니는 건륭제의 탄신 만찬에서 삼궤구고두를 올리며 건륭제에게 당시 영국 국왕 조지 3세의 친서와 영국에서 가져온 여러 진귀한 선물을 전달했다. 친서에서는 무역을 늘리고 공사를 상주시켜 줄 것을 요청하였다. 그러나 친서에서는 영국에게 주산 근처의 작은 섬을 할양해 영국인들이 사용하게 해달라는 내용도 쓰여있자 건륭제는 진노하며 이를 단호히 거부하고 영국 사절단의 일체의 행동을 금하였다. 건륭제는 그 다음 달인 9월에 영국 사절단의 귀국을 강제 조처하였다. 그 후 영국과 청나라의 관계는 악화되어 영국이 ‘아편 전쟁’ 후 〈난징 조약〉을 통해 내정 간섭을 하는 빌미가 되었다. (↔건륭제·조지 매카트니 백작·영중 관계)

## 죽음
1810년 막내딸 아멜리아 공주가 죽자, 큰 충격을 받은 조지 3세는 이듬해 앞서 몇 번이나 있었던 지병인 착란 증세를 다시 일으켰다. 이번에는 예전처럼 쉽게 회복되지 못했다. 한편 왕정을 반대하거나 하노버 왕실에 부정적이었던 영국 귀족들은 그가 연설 도중 말을 더듬는 것을 보고 야유를 보내기도 했다. 의회는 왕세자의 섭정권을 인정하고 샬럿 왕비에게 조지 3세의 보호 감호를 위탁하는 칙령을 공표했다. 조지 3세는 간혹 평정 상태를 되찾기는 했으나 끝내 병을 이겨내지 못하고 1820년 1월 29일 윈저 궁에서 서거했다.

## 가족 관계
그의 아들들 중 하노버를 물려받은 다섯째 아들 에른스트 아우구스트 1세의 남자 직계 후손이 현재까지도 전한다. 이들은 독일 국적으로 영국의 왕위 계승권을 박탈당한 상태이다.
그밖에 넷째 아들 윌리엄 4세의 사생아 아들들의 후손들은 영국에 체류하고 있다.
- 왕비 메클렌부르크슈트렐리츠의 샬럿
  - 조지 4세(1762~1830) 영국 국왕, 하노버 국왕
    - 웨일스 공녀 샬럿

  - 프레더릭(1763~1827) 요크와 올버니의 공작
  - 윌리엄 4세(1765~1837) 영국 국왕, 하노버 국왕
  - 샬럿(1766~1828) 뷔르템베르크 왕비
  - 에드워드(1767~1820) 켄트와 스트래선의 공작
    - 빅토리아

  - 오거스타 소피아(1768~1840)
  - 엘리자베스(1770~1840) 헤센홈부르크 방백비
  - 어니스트 오거스터스(1771~1851) 하노버 국왕
  - 오거스터스 프레더릭(1773~1843) 서식스 공작
  - 아돌푸스(1774~1850) 케임브리지 공작
  - 메리(1776~1857)
  - 소피아(1777~1848)
  - 옥테이비어스(1779~1783)
  - 앨프레드(1780~1782)
  - 아멜리아(1783~1810)

## 기타
정신착란이 도진 말년의 행적을 다룬 조지왕의 광기 (The Madness of King George)(1994)라는 영화 작품이 있다.

### 참조주
1. ↑  “George III”. 《Official website of the British monarchy》. Royal Household. 2015년 12월 31일. 2016년 4월 18일에 확인함.
2. ↑  Brooke, p. 314; Fraser, p. 277
3. ↑  Butterfield, p. 9
4. ↑  Brooke, p. 269

### 내용주
1. ↑  1800년 연합법 이후 아일랜드와 그레이트브리튼 왕국이 통합된 다음 연합왕국의 군주가 되었다.